# Узбекистан на Зимским олимпијским играма 2010.
Узбекистану је ово пето учествовање на Зимским олимпијским играма. У Ванкуверу на Олимпијским играма 2010., учествовао је са троје такмичара (један мушкарац и две жене) који су се такмичили у два спорта алпском скијању и уметничкоом клизању. 
Узбекистан је остао у групи земаља које нису освојиле ниједну медаљу на овим играма.
Заставу Узбекистана на свечаном отварању Олимпијских игара 2010. носио је алпски скијаш Олег Шамајев.

## Алпско скијање

### Жене
| Такмичар          | Дисциплина | Резултати     | Резултати     | Резултати     | Резултати     | Резултати     |
| Такмичар          | Дисциплина | 1. трка       | 2. трка       | Укупно        | Заостатак     | Пласман/учес  |
| ----------------- | ---------- | ------------- | ------------- | ------------- | ------------- | ------------- |
| Ксанија Григорева | Слалом     | Није завршила | Није завршила | Није завршила | Није завршила | Није завршила |

### Мушкарци
| Такмичар     | Дисциплина | Резултати    | Резултати    | Резултати | Резултати | Резултати     |
| Такмичар     | Дисциплина | 1. трка      | 2. трка      | Укупно    | Заостатак | Пласман/учес  |
| ------------ | ---------- | ------------ | ------------ | --------- | --------- | ------------- |
| Олег Шамајев | Велеслалом | 1:32,20 (84) | 1:36,98 (78) | 3:09,18   | 31,35     | 77 / 81 (103) |
| Олег Шамајев | Слалом     | 57,65 (48)   | 1:00,40 (42) | 1:58,05   | 18,73     | 42 / 48 (102) |

## Уметничко клизање
| Клизач/ица               | Дисциплина | Кратки програм | Кратки програм | Слободни састав | Слободни састав | Укупно | Укупно        |
| Клизач/ица               | Дисциплина | Оцене          | Пласман        | Оцене           | Пласман         | Оцене  | Пласман/учес. |
| ------------------------ | ---------- | -------------- | -------------- | --------------- | --------------- | ------ | ------------- |
| Анастасија Гамазетдинова | Жене       | 49,02          | 24             | 82,63           | 23              | 131,65 | 23 /24 (30)   |